# Масляная Гора
Масляная Гора — деревня в Большедворском сельском поселении Бокситогорского района Ленинградской области.

## История
МАСЛЯНАЯ ГОРА — деревня Масляногорского общества, прихода села Званы. 

Крестьянских дворов — 14. Строений — 25, в том числе жилых — 13. 

Число жителей по семейным спискам 1879 г.: 37 м. п., 31 ж. п.; по приходским сведениям 1879 г.: 34 м. п., 28 ж. п.

В конце XIX века — начале XX века деревня административно относилась к Большедворской волости 3-го земского участка 1-го стана Тихвинского уезда Новгородской губернии.

МАСЛЯНАЯ ГОРА — деревня Масляногорского сельского общества, число дворов — 16, число домов — 28, число жителей: 59 м. п., 66 ж. п.;
 
Занятия жителей — земледелие, пасека, лесные заработки. Речка Белая. Часовня. (1910 год)

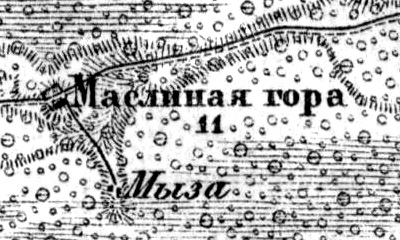
Деревня Масляная Гора на карте 1913 года

Согласно карте Новгородской губернии 1913 года, деревня называлась Маслиная Гора и насчитывала 11 крестьянских дворов, к югу от деревни располагалась мыза.
С 1917 по 1918 год деревня входила в состав Большедворской волости Тихвинского уезда Новгородской губернии.
С 1918 года, в составе Череповецкой губернии.
С 1924 года, в составе Пригородной волости.
С 1927 года, в составе Великодворского сельсовета Тихвинского района.
В 1928 году население деревни составляло 125 человек.
По данным 1933 года деревня Масляная Гора входила в состав Великодворского сельсовета Тихвинского района.
С 1950 года, в составе Труфановского сельсовета.
С 1952 года, в составе Бокситогорского района.
С 1963 года, вновь в составе Тихвинского района.
С 1965 года, вновь в составе Бокситогорского района. В 1965 году население деревни составляло 12 человек.
По данным 1966 и 1973 годов деревня Масляная Гора также входила в состав Труфановского сельсовета Бокситогорского района.
По данным 1990 года деревня Масляная Гора входила в состав Большедворского сельсовета.
В 1997 году в деревне Масляная Гора Большедворской волости проживал 1 человек, в 2002 году также 1 человек (русский). 
В 2007 и 2010 годах в деревне Масляная Гора Большедворского СП постоянного населения не было.

## География
Деревня расположена в северо-западной части района на автодороге 41К-035 (Большой Двор — Самойлово).
Расстояние до административного центра поселения — 22 км.
Расстояние до ближайшей железнодорожной станции Большой Двор — 19 км.
К югу от деревни протекает река Белая, к западу — ручей Ругуй.

## Демография
| 1997 | 2002 | 2007 | 2010 | 2017 |
| ---- | ---- | ---- | ---- | ---- |
| 1    | →1   | ↘0   | →0   | →0   |